# Vinni Lettieri
Vincenzo Francesco „Vinni“ Lettieri (* 6. Februar 1995 in Excelsior, Minnesota) ist ein US-amerikanischer Eishockeyspieler italienischer Herkunft, der seit Juli 2025 bei den Toronto Maple Leafs in der National Hockey League unter Vertrag steht und parallel für deren Farmteam, die Toronto Marlies, in der American Hockey League zum Einsatz kommt.

## Karriere
Vinni Lettieri besuchte in seiner Jugend die Minnetonka High School und lief für deren Eishockeyteam in einer regionalen High-School-Liga auf. Mitte der Saison 2011/12 wechselte er zu den Lincoln Stars in die United States Hockey League (USHL), die ranghöchste Juniorenliga der Vereinigten Staaten, und etablierte sich dort im Folgejahr mit je 28 Toren und Vorlagen als regelmäßiger Scorer, sodass er ins USHL All-Rookie Team gewählt wurde. Darüber hinaus bestritt der Angreifer zwei Partien für das USA Hockey National Team Development Program und nahm mit der U18-Nationalmannschaft der USA am Ivan Hlinka Memorial Tournament 2012 teil, erspielte sich dort jedoch in der Folge keinen festen Platz im Kader. Anschließend schrieb sich der US-Amerikaner zur Saison 2013/14 an der University of Minnesota ein und war fortan für deren Team, die Golden Gophers, in der Big Ten Conference aktiv, einer Liga im Spielbetrieb der National Collegiate Athletic Association (NCAA).
Mit den Golden Gophers gewann Lettieri in jedem der vier folgenden Jahre den Titel als bestes Team der regulären Saison, während 2014/15 auch der Gewinn der Playoffs um die Meisterschaft der Big Ten Conference gelang. Seine beste persönliche Statistik erzielte er in der Spielzeit 2016/17 mit 37 Scorerpunkten aus 38 Spielen, während er für seine Fairness und sein vorbildliches sportliches Verhalten mit dem Big Ten Sportsmanship Award geehrt wurde. Anschließend unterzeichnete er im März 2017 als Free Agent einen Einstiegsvertrag bei den New York Rangers aus der National Hockey League (NHL), ohne zuvor in einem NHL Entry Draft berücksichtigt worden zu sein. Die Rangers setzten den Stürmer bis zum Saisonende bei ihrem Farmteam, dem Hartford Wolf Pack, in der American Hockey League (AHL) ein, wo Lettieri auch den Großteil der Spielzeit 2017/18 verbrachte und dort als regelmäßiger Scorer überzeugte. Parallel dazu debütierte er im Dezember 2017 für die Rangers in der NHL, kam bis zum Ende der Spielzeit auf 19 Einsätze und etablierte sich mit Beginn der Saison 2018/19 vorübergehend in deren NHL-Aufgebot. Dem gegenüber stand er in der Folgesaison ausschließlich in der AHL auf dem Eis.
Nach drei Jahren in New York wurde sein auslaufender Vertrag nach der Spielzeit 2019/20 nicht verlängert, sodass er sich im Oktober 2020 als Free Agent den Anaheim Ducks anschloss. In gleicher Weise wechselte er im Juli 2022 zu den Boston Bruins, ebenso wie im Juli 2023 zu den Minnesota Wild. Im Juni 2024 wiederum kehrte er im Tausch für Jakub Lauko zu den Bruins zurück, wobei die beiden Teams zudem ihre Viertrunden-Wahlrechte im NHL Entry Draft 2024 tauschten. Im Juli 2025 unterzeichnete der Angreifer einen Einjahresvertrag bei den Toronto Maple Leafs.

## Erfolge und Auszeichnungen
- 2013 USHL All-Rookie Team
- 2015 Meisterschaft der Big Ten mit der University of Minnesota
- 2017 Big Ten Sportsmanship Award
- 2020 Teilnahme am AHL All-Star Classic

## Karrierestatistik
Stand: Ende der Saison 2024/25

### International
Vertrat die USA bei:
- Ivan Hlinka Memorial Tournament 2012
- Weltmeisterschaft 2022

(Legende zur Spielerstatistik: Sp oder GP = absolvierte Spiele; T oder G = erzielte Tore; V oder A = erzielte Assists; Pkt oder Pts = erzielte Scorerpunkte; SM oder PIM = erhaltene Strafminuten; +/− = Plus/Minus-Bilanz; PP = erzielte Überzahltore; SH = erzielte Unterzahltore; GW = erzielte Siegtore; 1 Play-downs/Relegation; Kursiv: Statistik nicht vollständig)

## Persönliches
Sein Großvater Lou Nanne war in der NHL als Spieler, Trainer und General Manager der Minnesota North Stars tätig und ist Mitglied der United States Hockey Hall of Fame sowie der IIHF Hall of Fame. Sein im süditalienischen Bari geborener Vater Tino Lettieri war als professioneller Fußballtorhüter aktiv, vertrat die kanadische Nationalmannschaft bei mehreren internationalen Turnieren und wurde 2001 in die Canada Soccer Hall of Fame gewählt.